# Џ (слово ћирилице)
Слово Џ је двадесет и девето слово српске ћирилице.
Први пут се појављује у 15. веку, у румунској ћирилици, као измењена форма слова Ч. Српски преписивачи су почели да га употребљавају у 17. веку. Вук Стефановић Караџић је вратио слово Џ у српску ћирилицу.
Слово Џ се употребљава у српском, македонском, бошњачком, црногорском и абхаском језику.